# Ijuw

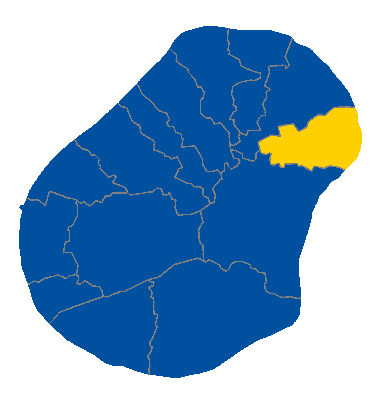
Vị trí Ijuw tại Nauru.

Ijuw ilà một quận của đảo quốc Thái Bình Dương Nauru, quận nằm ở đông bắc của đảo. Quận có diện tích là 1,1 km² và dân số là 180 người, là quận ít dân nhất nước